# مونته آنتیکو
مونته آنتیکو (به ایتالیایی: Monte Antico) یک منطقهٔ مسکونی در ایتالیا است که در چیویتلا پاجانیکو واقع شده‌است. مونته آنتیکو ۲۲ نفر جمعیت دارد و ۷۷ متر بالاتر از سطح دریا واقع شده‌است.